# Badminton Asia Confederation
Badminton Asia Confederation (vroeger: Asian Badminton Confederation) is de overkoepelende badmintonorganisatie van Azië. Hiermee is het een van de vijf organisaties die samen onder Badminton World Federation vallen. De huidige president van de organisatie is Anton Aditya Subowo.

## Voorzitters
Voorzitters worden meestal voor periodes variërend tussen de 2 en 4 jaar gekozen. Enkele voorzitters zijn voor meerdere termijnen na elkaar verkozen.
| Overzicht van voorzitters |                    |            |             |
|                           | Naam               | Land       | Periode     |
| 1                         | Tunku Abdul Rahman | Maleisië   | 1959 - 1965 |
| 2                         | Syshil Ruia        | India      | 1965 - 1975 |
| 3                         | Henry Fok          | Hongkong   | 1975 - 1987 |
| 4                         | Yanagawa           | Japan      | 1987 - 1989 |
| 5                         | Sri Elyas Oma      | Maleisië   | 1989 - 1993 |
| 6                         | Tong Yun Kai       | Hongkong   | 1993 - 1995 |
| 7                         | Chung Jung Hoon    | Zuid-Korea | 1995 - 1997 |
| 8                         | Korn Dabbaransi    | Thailand   | 1997 - 2001 |
| 9                         | Mamoru Otake       | Japan      | 2001 - 2003 |
| 10                        | Kang Young Joong   | Zuid-Korea | 2003 - 2005 |

| Overzicht van voorzitters |               |           |              |
|                           | Naam          | Land      | Periode      |
| 11                        | Sutiyoso      | Indonesië | 2005 - 2011  |
| 12                        | Katsuto Momii | Japan     | 2011 - heden |

## Leden
Er zijn op dit moment 41 landen lid van de Badminton Asia Confederation.
| - Afghanistan - Bahrein - Bangladesh - Bhutan - Brunei - Cambodja - China - Chinese Taipei | - Noord-Korea - Hong Kong - India - Indonesië - Iran - Irak - Japan - Jordanië | - Kazachstan - Zuid-Korea - Koeweit - Kirgizië - Laos - Libanon - Macau - Malaysia | - Maldiven - Mongolië - Myanmar - Nepal - Pakistan - Palestijnse Autoriteit - Filipijnen - Qatar - Singapore | - Sri Lanka - Syrië - Tadzjikistan - Thailand - Oost-Timor - Turkmenistan - Oezbekistan - Vietnam |

## Toernooien
Badminton Asia Confederation is de organisator van enkele Aziatische toernooien. Zij zijn verantwoordelijk voor de organisatie van de volgende evenementen.
- Aziatische Badminton Kampioenschappen
- Aziatische Junior Badminton Kampioenschappen